# Westermannia araeogramma
Westermannia araeogramma är en fjärilsart som beskrevs av George Francis Hampson 1905. Westermannia araeogramma ingår i släktet Westermannia och familjen trågspinnare. Inga underarter finns listade i Catalogue of Life.